# Stilzwijgende aanvaarding
Stilzwijgende aanvaarding is een rechtshandeling waarbij wordt aangenomen dat er sprake is van een overeenkomst als deze niet expliciet wordt tegengesproken. De rechtsregel is al terug te vinden in de Regulae Juris van paus Bonifatius VIII in zijn werk Liber Sextus uit 1298. Regel 43 luidt qui tacet consentire videtur, wie zwijgt stemt toe.
Van stilzwijgende aanvaarding kan onder meer sprake zijn bij het erfrecht als daarbij de nalatenschap als geaccepteerd wordt beschouwd zodra er enig deel van wordt toegeëigend, ook al ontbreekt een expliciete aanvaarding. Ook eenzijdige wijzigingen in arbeidsvoorwaarden kunnen onder bepaalde voorwaarden onder stilzwijgende aanvaarding vallen.
Ook internationale organisaties maken wel gebruik van dit principe door vooraf vast te leggen dat amendementen van verdragen en andere teksten onder bepaalde voorwaarden als stilzwijgend aanvaard worden beschouwd. Dit moet voorkomen dat het proces van ratificatie te lang duurt.